# Apanteles buteonis
Apanteles buteonis är en stekelart som beskrevs av Kotenko 1986. Apanteles buteonis ingår i släktet Apanteles och familjen bracksteklar. Inga underarter finns listade i Catalogue of Life.